# Joe’s Garage
A Joe's Garage (vagy "Joe's Garage: Acts I, II & III") Frank Zappa 1979-ben kiadott "rockoperája", amely azt járja körül a maga sajátos módján, hogy mi is történik akkor, ha a zenét betiltják. A zene eredetileg három részben ("felvonásban") jelent meg három nagylemezre bontva (először az első kettő egy dupla lemezen, majd nem sokkal később a szimpla harmadik), és annak ellenére hogy ennek a hármasságnak nincs dramaturgiai szerepe, a cím a duplalemezes CD-kiadáson "Joe's Garage: Acts I, II & III" maradt.

## A lemezről
A lemez zenei-technikai érdekessége, hogy Zappa nagy hangsúllyal használja a korábban is már használt "xenokronicitásnak" nevezett technikát, azaz ennek során korábban felvett koncertek gitárszólói alá játszatott a zenészeivel új kíséretet (ez alól kivétel a "Watermelon is Easter Hay").
A többiek a stúdióban ezt ‘Ampex gitárnak’ hívták. A 79-es turnéról volt egy csomó negyedinches szalagom nekem kedves szólókkal, megnéztem, melyik szóló milyen hangnemben van, aztán csak meg kellett nyomnom a “play” gombot és már rajta is volt a többsávos felvételen.”
Az "On the Bus" (vagy "Toad-O Line") szólója eredeti változatában a One Shot Deal lemezen jelent meg 2008-ban Occam's Razor címmel. Arthur Barrow elmondása szerint a stúdióban a lemez nagy részét "élőben", együtt vették fel.
Visszaemlékezések szerint eredetileg csak egy kislemez, vagy 1-2 szám felvételére mentek stúdióba, A számok nagy részét már korábban is játszották a koncerteken ilyen vagy olyan változatban ("A Token of My Extreme, "Stick It Out", "Dong Work for Yuda", "Keep It Greasey" "Packard Goose", "Why Does It Hurt When I Pee?"), a "Lucille Has Messed My Mind Up" Jeff Simmons 1970-es hasonló című nagylemezén jelent meg, a dalt szintén Frank Zappa szerezte – Lamarr Bruister álnéven.

## A szereplők
- A Központi Főfürkész (Central Scrutinizer), Larry, L. Ron Hoover, Riley atya & Buddy Jones – Frank Zappa
- Joe – Ike Willis
- Mary – Dale Bozzio
- Mrs. Borg – Denny Walley
- Officer Butzis – Al Malkin
- Sy Borg – Warren Cuccurullo & Ed Mann
- Bald-Headed John – Terry Bozzio
- The Utility Muffin Research Kitchen kórus – Al Malkin, Warren Cucurullo, Dale Bozzio, Geordie Hormel, Barbara Issak & és szinte mindenki, aki akkor a Village Recordersben dolgozott (kb. 1979).

## A lemez számai
Minden szám szerzője Frank Zappa.

### 1. CD
1. "The Central Scrutinizer" – 3:28
2. "Joe's Garage" – 6:10
3. "Catholic Girls" – 4:26
4. "Crew Slut" – 6:31
5. "Fembot in a Wet T-Shirt" (aka "Wet T-Shirt Nite") – 4:45
6. "On the Bus" (aka "Toad-O Line") – 4:19
7. "Why Does It Hurt When I Pee?" – 2:36
8. "Lucille Has Messed My Mind Up" – 5:43
9. "Scrutinizer Postlude" – 1:35
10. "A Token of My Extreme" – 5:30
11. "Stick It Out" – 4:34
12. "Sy Borg" – 8:56

### 2. CD
1. "Dong Work for Yuda" – 5:03
2. "Keep It Greasey" – 8:22
3. "Outside Now" – 5:50
4. "He Used to Cut the Grass" – 8:35
5. "Packard Goose" – 11:34
6. "Watermelon in Easter Hay" – 9:09
7. "A Little Green Rosetta" – 8:15

## A zenészek
- Frank Zappa – ének, gitár
- Warren Cuccurullo – ritmusgitár, ének, kórus, orgona, gitár
- Denny Walley – ének, slide-gitár, gitár
- Craig Twister Steward – harmonika
- Jeff – tenorszaxofon
- Marginal Chagrin – barton szaxofon
- Patrick O'Hearn – basszusgitár ("Outside Now" és "He Used To Cut The Grass")
- Peter Wolf – billentyűs hangszerek
- Stumuk – baritonszaxofon
- Tommy Mars – billentyűs hangszerek
- Vinnie Colaiuta – dobok, ütőhangszerek
- Arthur Barrow – ének, basszusgitár
- Ed Mann – vokál, ütőhangszerek
- Dale Bozzio – ének
- Al Malkin – ének
- Ike Willis – ének
- Barbara Isaak – Choir, Chorus, Assistant
- Geordie Hormel – Choir, Chorus
- Terry Bozzio – vendégénekes
- Ferenc Dobronyi – Cover Design
- Steve Alsberg – Project Coordinator
- Joe Chiccarelli – Engineer, Mixing, Recording
- Norman Seeff – Photography, Cover Photo
- John Williams – Artwork
- Steve Nye – Remixing
- Mick Glossop – Remixing
- Stan Ricker – Mastering
- Jack Hunt – Mastering
- Thomas Nordegg – Assistant
- Tom Cummings – Assistant

## Színpadi változat
2008. szeptember 26-án az Open Fist Theatre színpadra állította a Joe's Garage-t Los Angelesben. A The Zappa Family Trust által "hivatalosan is elfogadott" előadás koreográfusa, Jennifer Lettelleir megkapta az L.A. Weekly Theater "legjobb koreográfus" díját Los Angelesben. Apró érdekesség, hogy a színpadi változatban Larry szerepét játszó Ben Thomas lett 2009 tavaszán a Zappa Plays Zappa együttes énekese.

## Helyezések
Album – Billboard (North America)

### Joe's Garage Act I
| Year | Chart      | Position |
| ---- | ---------- | -------- |
| 1979 | Pop Albums | 27       |

### Joe's Garage Acts II & III
| Year | Chart      | Position |
| ---- | ---------- | -------- |
| 1979 | Pop Albums | 53       |

## Külső hivatkozások
- Dalszövegek és információk – az Information is Not Knowledge honlapon
- Behind the Scenes -- Exclusive look at Frank Zappa's World Premiere Rock Opera – L.A. Splash
- A Joe`s Garage cselekménye – a "mivanvelem" blogról